# Діафрагма та нирки
Діафрагма та нирки (ірл. íochtar an chliatháin agus duáin) — ірландське рагу, приготоване зі свинини та свинячих нирок.

## Історія
Корк на південному узбережжі Ірландії має давню взаємодію з продуктами тваринного походження, і з XVII століття до кінця XIX століття була основним постачальником масла та соленої (консервованої) яловичини та свинини до Британської імперії і зокрема збройних сил. Яловичина та свинина означали великі поставки субпродуктів. Бідні та незаможні верстви населення мали доступні ціни на місцеве споживання. Ціла кухня Корка розроблена на основі субпродуктів — особливо свинячих субпродуктів. Приклади включають крупини/круїбін (свинячі ратиці); свинячі хвости; дрішин — варену кров'яну ковбасу, яку традиційно подають із трипою; грудина — звичайні або солоні свинячі ребра, приготовані, як просте біле рагу або як солена страва з беконом, приготована з капустою та турнепсом. У Корку слово субпродукти означало одну конкретну страву — хребет свині. Нині заборонено вживати через ГЕВ, його готували або солоним, або як біле рагу.
М'ясні інгредієнти для діафрагми та нирок можна придбати, як правило, в будь-якому м'ясному магазині свинини. Діафрагма — це обрізки навколо діафрагми. Хоча м'ясо тонке, воно досить ніжне. Воно укладене в міцну білу мембрану, яку потрібно зняти перед приготуванням. Нирки потрібно ретельно промивати великою кількістю прісної води, щоб забезпечити вимивання всіх слідів сечі.
Страва — це основне біле рагу, приготоване з кількох простих інгредієнтів: діафрагми, нирок, цибулі, чебрецю, солі, білого перцю, води та картоплі. Усі інгредієнти поміщають у велику каструлю з окропом і повільно тушкують на повільному вогні близько двох годин. У кінці приготування, якщо потрібно, трохи кукурудзяного борошна (кукурудзяного крохмалю), змішаного у вигляді кашки з невеликою кількістю води, можна розмішати в міру загустіння.
Ватерфордський варіант передбачає нарізання цибулі зовсім дрібно, за винятком чебрецю та солі, замість цього обираючи велику кількість білого перцю.
Їжу часто подають із хрустким білим хлібом, щоб просочити соки.